# Euglossa championi
Euglossa championi là một loài Hymenoptera trong họ Apidae. Loài này được Cheesman mô tả khoa học năm 1929.